# Nícies (general)
Nícies (en llatí Nicias, en grec antic Νικίας "Nikías") fou un general al servei dels ptolemeus egipcis.
Era amic i parent de Mennaeus, el pare de Ptolemeu de Calcis i general al servei de Ptolemeu IV Filopàtor. Aquest el va enviar amb un exèrcit per oposar-se a les forces del selèucida Antíoc III el Gran, i ajudar a la ciutat d'Abila, però va ser derrotat completament, segons diu Polibi.